# Headhunting
Přímé vyhledávání (angl. executive search), slangově headhunting (pův. lovení lebek), je termín označující přímé vyhledávání pracovníků pro vrcholovou pozici v organizaci veřejného sektoru nebo soukromé firmě. Oproti standardnímu výběrovému řízení, kdy firma zveřejní nabídku práce a přihlásit se může kdokoli, společnost naopak sama kontaktuje vybrané profesionály s nabídkou spolupráce. To se děje prostřednictvím personalistů specializovaných personálních agentur (tzv. headhunteři), kteří přímo vyhledávají a oslovují potenciálního kandidáta.
Headhunting může (měla by) využít jakákoli společnost nebo instituce, která potřebuje na klíčové místo dosadit tu správnou osobu. Výjimkou nejsou headhunteři a poradenské společnosti specializující se na konkrétní segment trhu, například dodávání kreativních lidí reklamním agenturám, hledání vědeckých pracovníků pro výzkumná zařízení, hledání právníků/advokátů pro přední advokátní kanceláře a korporace nebo poskytování komplexního poradenství rodinným firmám. Ty totiž mohou například zjistit, že ne vždy je potomek nebo příbuzný tou nejlepší volbou při obsazování důležitých pozic nebo při rozhodování o nástupnictví.

## Proces headhuntingu
Přímé vyhledávání je velmi složité, vyžaduje odborné znalosti firemních mechanismů, hluboké personalistické zkušenosti i schopnost analyzovat a vyhodnocovat situaci na pracovním trhu v různých, často specifických oblastech podnikání. Tento proces bývá personálně i finančně náročný, a proto se používá především pro obsazování vysokých řídících pozic (executives = v překladu vedoucí pracovníci) nebo hledání úzce zaměřených odborníků, kterých je v oboru nedostatek. Není neobvyklé, že vhodná osoba už u nějaké společnosti velmi dobře situovaná je. Její „přetáhnutí“ ke konkurenci proto vyžaduje nejen vynikající přesvědčovací dovednosti, ale také schopnost zajistit, aby její přesun nepoškodil dobré vztahy mezi firmami (ty mohou být ve velmi úzce orientovaných oblastech klíčové pro celé odvětví). Ve 21. století však mnoho společností využívá služeb headhuntera také, jako alternativní nástroj při klasickém hledání ideálního pracovníka na trhu.
Headhunting má několik fází. Klient, organizace veřejného či soukromého sektoru s potřebou obsadit konkrétní pozici, zadá headhunterovi (headhuntingové agentuře) požadavek na vyhledání kandidáta, který splňuje jí vydefinovaný profil. V první fázi headhunter vybere organizace (loviště), ve kterých jsou zaměstnáni pracovníci splňující profil. Často se jedná o konkurenční firmy podnikající ve stejném oboru jako klient. V druhé fázi headhunter sestaví seznam osob, které osloví (tzv. short list). Seznam organizací (lovišť) i seznam osob (short list) podléhají schválení klienta. Ve třetí fázi headhunter přímo komunikuje s lidmi na short listu. Tato komunikace zpravidla začíná telefonátem headhuntera a v případě zájmu osloveného pokračuje osobním pohovorem. Poté headhunter doporučí klientovi buďto jediného kandidáta nebo velmi úzkou skupinu kandidátů na volnou pozici. Je zde také varianta, že má headhunter volnou ruku při výběru a oslovení vhodných kandidátu.
Na mezinárodním trhu se však situace významně posunula ke specializaci headhunterů na konkrétní sektor. Díky tomu se headhunter rychleji lépe orientuje problematice konkrétní oblasti a má již vybudované vztahy s vhodnými kandidáty, které chce oslovit. Pro klienta to znamená výraznou úsporu času a vynaložených finančních prostředků do samotného obsazování pozice.
Bouhžel je na českém trhu mnoho společností, které zajišťují širokou škálu služeb a tím kvalita poskytovaných služeb výrazně klesá.   
V rámci headhuntingové agentury se rozlišují zpravidla tři druhy činností: business development (shánění zakázek a klientů), rekrutace (osobní komunikace s kandidáty) a research (mapování pracovního trhu a získávání kontaktů na kandidáty). Klíčovým know-how headhuntera je databáze potenciálních kandidátů, které může při vyhledávání oslovit. V některých případech jsou lovci mozků sami bývalí vrcholoví manažeři, kteří využívají kontaktů získaných během své kariéry.

## Vhodnost použití headhuntingu
Headhunting je efektivní, ale časově náročná a drahá metoda. Proto je vhodná pouze pro vyhledávání jednotlivých pracovníků do středního a vrcholového managementu nebo úzkoprofilových odborníků, kteří jsou na pracovním trhu vzácní a nelze je efektivně oslovit jiným způsobem (např. inzerátem).
Headhunting je zároveň diskrétní metoda. Headhuntingová agentura působí jako prostředník, který chrání identitu klienta. Jméno organizace, ve které se pozice nabízí, se kandidát zpravidla dozví až při osobním pohovoru. Pokud je pozice obsazena, organizace chce do poslední chvíle utajit personální změnu před tím, kdo ji aktuálně zastává. Únik informací o chystané změně na vrcholové pozici může organizaci způsobit i negativní publicitu v médiích.
Odměna pro headhuntera je zpravidla rozdělena do několika částí, které jsou vypláceny po splnění určitých fází (např. po sestavení short listu kandidátů). Je stanovena obvykle na základě násobků měsíčního příjmu pracovníka na obsazované pozici. Záleží však na konkrétní dohodě a oblasti.

## Kontroverzní aspekty headhuntingu
Jen výjimečně oslovuje headhunter kandidáty, kteří nejsou zaměstnáni. Zpravidla přetahuje osoby, které obdobnou pozici zastávají v jiných organizacích. Klíčové je proto získání kontaktu na konkrétního pracovníka. Pracovník headhuntera, který je odpovědný za research, se proto snaží telefonicky zjistit, často pod falešnými záminkami, interní informace z organizace, ve které agentura loví. Proti headhunterům se řada organizací brání speciálním školením pracovníků recepce a sekretariátu. Etickým principem headhuntingu je, že headhunter nesmí lovit kandidáty v organizacích, kam pracovníky dodává. Tento závazek by měl být i součástí smlouvy mezi headhunterem a klientem.
Headhunter klientovi ručí svým dobrým jménem i smluvním závazkem za člověka, kterého doporučil jako kandidáta. Na dodaného kandidáta se zpravidla vztahuje záruka, která spočívá v povinnosti headhuntera zadarmo vyhledat nového kandidáta, pokud původní kandidát přestane pro firmu pracovat v průběhu sjednané lhůty.
Využití služeb headhuntera má také mnoho méně viditelných, ale v důsledku pozitivních aspektů pro klienta. 